# Perim (Goiânia)
Perim é um bairro que se localiza na região norte da cidade brasileira de Goiânia, próximo à Avenida Perimetral Norte. É o bairro com os maiores declives e aclives do município, estando nele o Morro do Além. Nas regiões mais altas, é possível ter uma visão panorâmica da cidade.
Segundo dados do Instituto Brasileiro de Geografia e Estatística (IBGE), divulgados pela prefeitura, no Censo 2010 a população do Perim era de 3 419 pessoas.